# Retro Gamer
Retro Gamer — британский ежемесячный журнал,  посвящённый компьютерным играм, который издаётся в Великобритании медиакомпанией Future Publishing. Специализируется на ретрогейминге и  классических играх для персональных компьютеров, игровых приставок и других игровых устройств прошлого, таких как ZX Spectrum, NES, PlayStation и других. Издаётся с декабря 2003 года.
Основной тематикой журнала являются старые игры преимущественно 1980-х и 1990-х годов: в журнале присутствуют регулярные рубрики  «назад в 90-е» и «назад в 80-е». В первые годы издание сопровождалось компакт-диском с дополнительными материалами, но от него отказались в пользу веб-сайта.
В своём оформлении журнал использует стилизацию под старую компьютерную графику, а на его обложке расположена надпись «old» (старое), стилизованная под наклейку на который обычно написано «new» (новинка).
Первым издателем Retro Gamer была компания Live Publishing, после банкротства которой в августе 2005 года издание перешло в издательство Imagine Publishing. С 2016 года издателем журнала стала компания Future Publishing, поглотившая Imagine.
В 2010 году Retro Gamer получил награду Games Media Awards в номинации «лучший журнал года».